# Coiful de la Peretu
Coiful de la Peretu este un coif getic de argint aurit datând din secolul al IV-lea î.Hr., adăpostit în prezent la Muzeul Național de Istorie a României din București.
A fost găsit în 1971 în zona Peretu din județul Teleorman, România. Împreună cu coiful de argint placat cu aur de cca 750 de grame, au mai fost găsite peste 50 de obiecte de argint placate cu aur.
Coiful este similar cu Coiful de la Coțofenești și alte trei  coifuri getice de aur sau argint descoperite până în prezent.

## Galerie

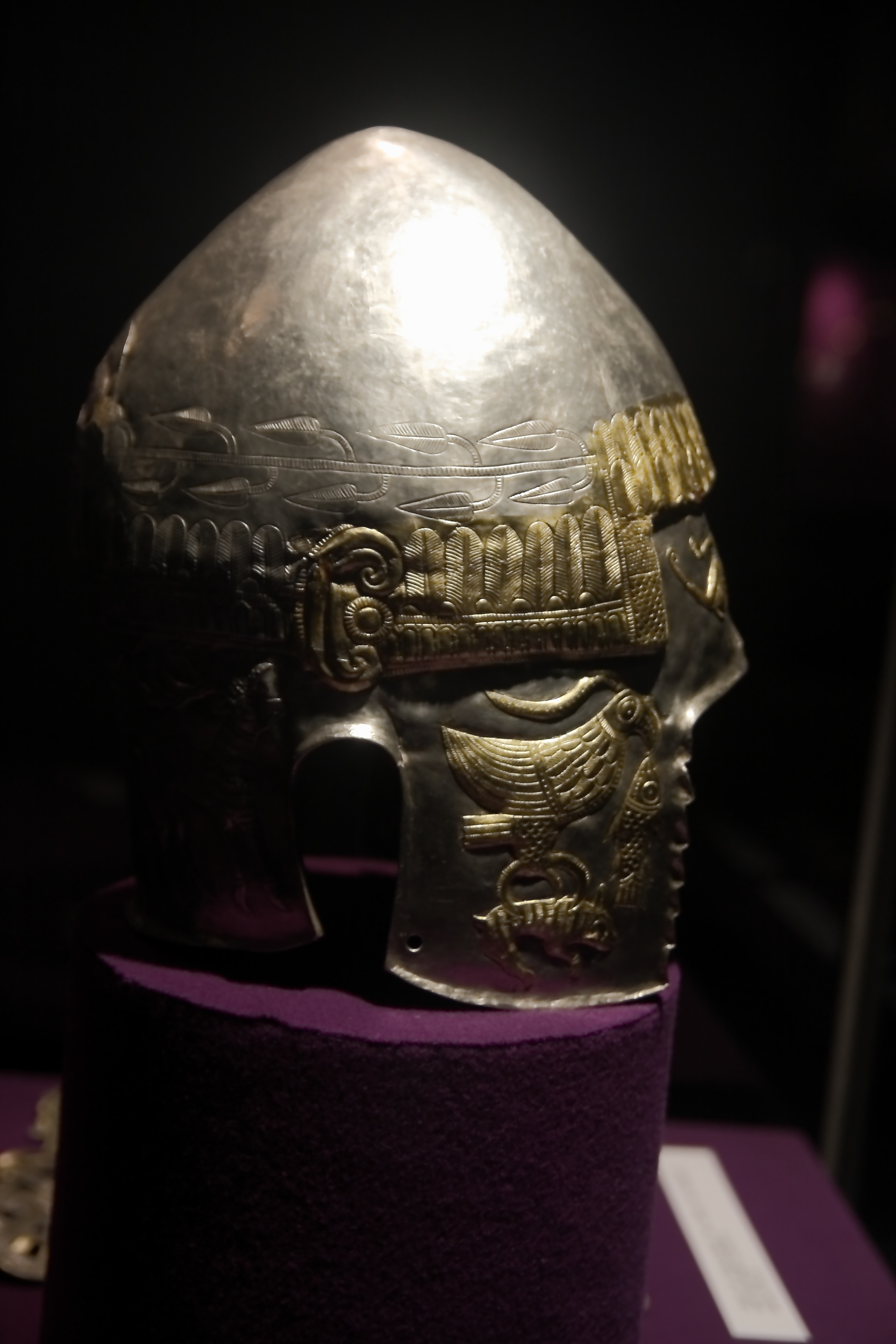
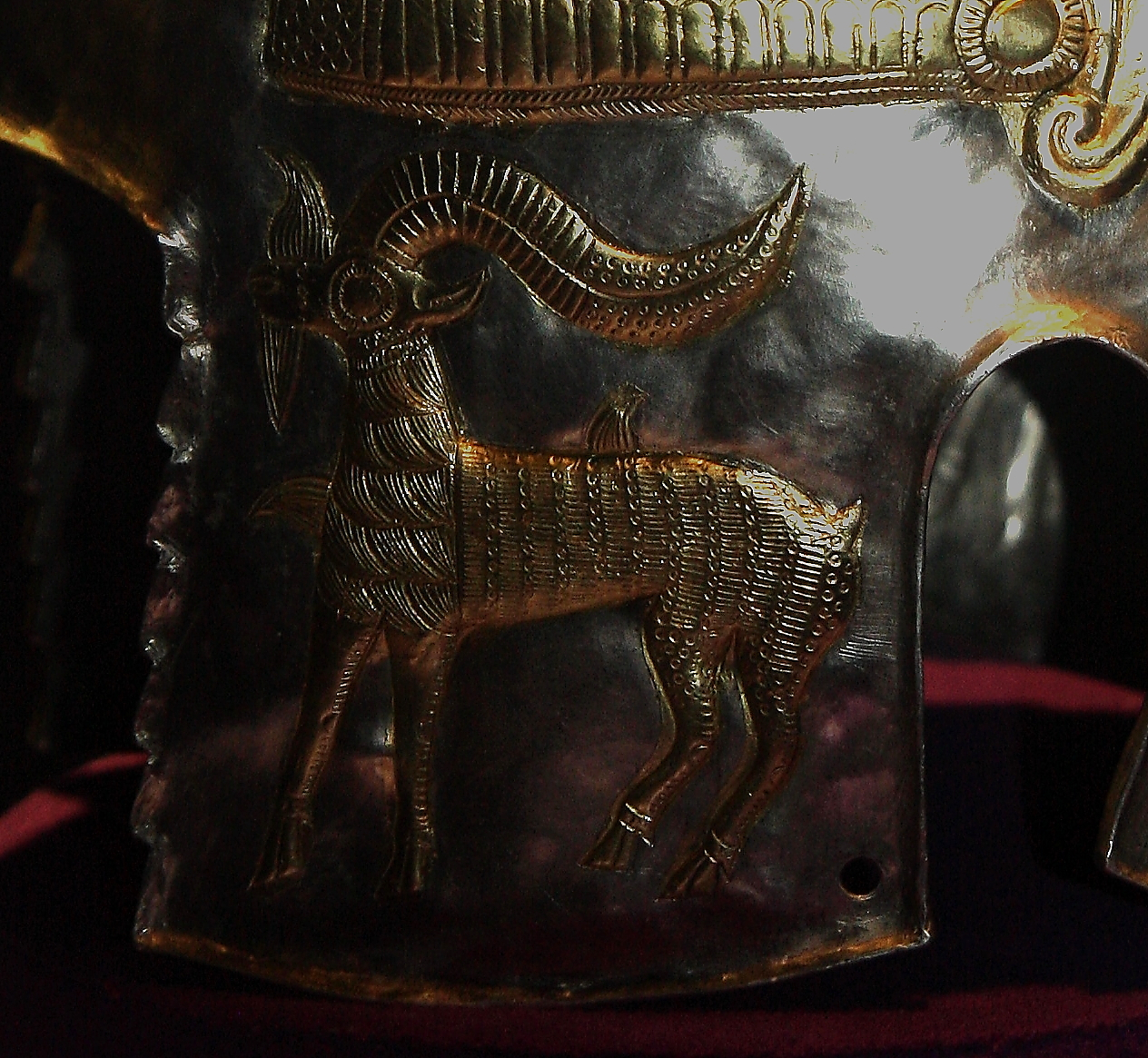
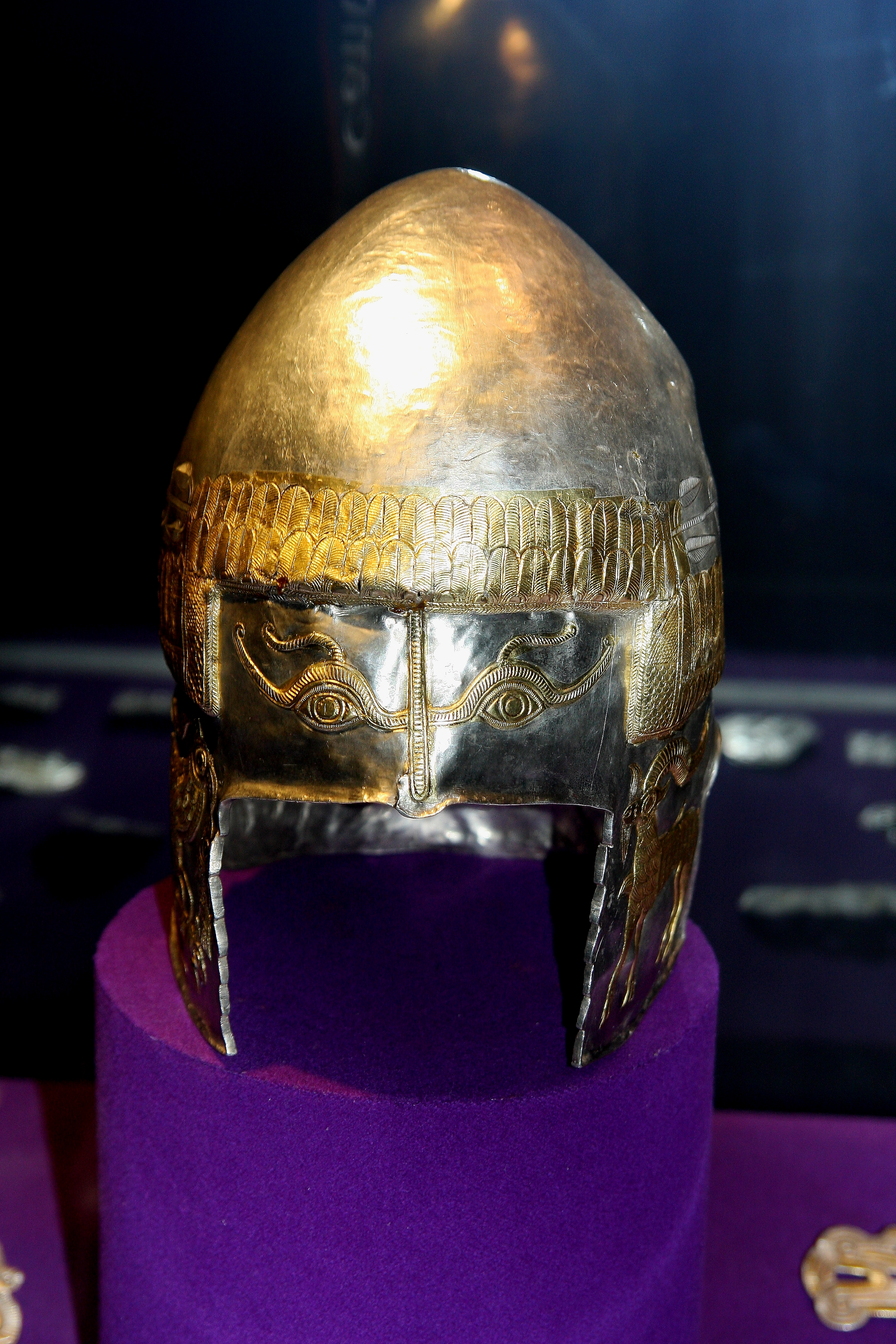

## Legături externe
- Materiale media legate de Coiful de la Peretu la Wikimedia Commons
- Analiza artefactelor Geto-Dacice de aur de la Poiana-Coțofenești, Bunești-Averești, Stâncești, Cucuteni-Baiceni
- Misterul Coifurilor De Aur, formula-as.ro